# Howard Caine
Pour les articles homonymes, voir Caine.
Howard Caine (2 janvier 1926 à Nashville, Tennessee - 28 décembre 1993 à Hollywood, Californie) est un acteur américain.

## Biographie
Howard Caine joue le rôle du chef de la Gestapo, le Major Hochstetter, dans la série télévisée Papa Schultz (Hogan's Heroes).

## Filmographie partielle
- 1960 : La Mafia (Pay or Die) de Richard Wilson
- 1963 : Les Pieds dans le plat (The Man from the Diner's Club) de Frank Tashlin
- 1963 : La Quatrième Dimension (Série TV) : épisode Il est vivant (saison 4, épisode 4) : Nick
- 1970 : Watermelon Man de Melvin Van Peebles
- 1972 : 1776 de Peter H. Hunt : Lewis Morris
- 1980 : Marilyn, une vie inachevée (Marilyn: The Untold Story) de Jack Arnold et John Flynn, rôle de Billy Wilder